# 野中四郎
野中四郎（日语：／ Nonaka Shirō，1903年12月27日-1936年2月29日）为日本陆军军人。他是二二六事件的核心人物之一，最终军衔为大尉。

## 生平
出生于冈山县冈山市，是陆军军人野中胜明的四子，由叔父类三郎抚养长大。毕业于东京府立第四中学校、陆军幼年学校。1924年7月毕业于陆军士官学校第36期。1933年晋升为步兵大尉。
1936年2月26日，率领参与二二六事件的约五百名士兵占领了位于樱田门的警视厅。29日，山下奉文少将命他自裁，随后他于陆军大臣官邸，以为叛乱负责为名用手枪自杀。在他自杀的时候，和他关系很好的老朋友井出宣时大佐在场，负责保存他的遗书。
在各地报社的报道攻势下，野中的妻子美保子发表了为丈夫的行为向世人道歉的声明，这是参与而二二六事件的军官的遗孀公开发表的唯一一份声明。之后美保子夫人同女儿回到老家，工作于北陆地方的图书馆。

## 家族
- 父亲 野中胜明（陆军少将）
- 哥哥 野中次郎（陆军中佐）
- 弟弟 野中五郎（海军少佐，战死后追授为海军大佐）